# سان پیترو ین آمانتا
سان پیترو ین آمانتا (به ایتالیایی: San Pietro in Amantea) یک کومونه در ایتالیا است که در استان کزنتزا واقع شده‌است. سان پیترو ین آمانتا ۱۰ کیلومتر مربع مساحت و ۶۱۰ نفر جمعیت دارد.